# Liste der Kulturdenkmäler in Breitenbach (Schauenburg)
Die folgende Liste enthält die in der Denkmaltopographie ausgewiesenen Kulturdenkmäler auf dem Gebiet des Ortsteils Breitenbach der Gemeinde Schauenburg, Landkreis Kassel, Hessen.
Hinweis: Die Reihenfolge der Denkmäler in dieser Liste orientiert sich an der Anschrift, alternativ ist sie auch nach der Bezeichnung oder der Bauzeit sortierbar.
Kulturdenkmäler werden fortlaufend im Denkmalverzeichnis des Landes Hessen durch das Landesamt für Denkmalpflege Hessen auf Basis des Hessischen Denkmalschutzgesetzes (HDSchG) geführt. Die Schutzwürdigkeit eines Kulturdenkmals hängt nicht von der Eintragung in das Denkmalverzeichnis des Landes Hessen oder der Veröffentlichung in der Denkmaltopographie ab.

Das Vorhandensein oder Fehlen eines Objekts in dieser Liste ist keine rechtsverbindliche Auskunft darüber, ob es Kulturdenkmal ist oder nicht: Diese Liste entspricht möglicherweise nicht dem aktuellen Stand der offiziellen Denkmaltopographie. Diese ist für Hessen in den entsprechenden Bänden der Denkmaltopographie Bundesrepublik Deutschland und im Internet unter DenkXweb – Kulturdenkmäler in Hessen einsehbar. Auch diese Quellen sind, obwohl sie durch das Landesamt für Denkmalpflege Hessen aktualisiert werden, nicht immer aktuell, da es im Denkmalbestand immer wieder Änderungen gibt.
Eine verbindliche Auskunft erteilt allein das Landesamt für Denkmalpflege Hessen.
Nutze diese Kartenansicht, um Koordinaten in der Liste zu setzen. In dieser Kartenansicht sind Kulturdenkmale ohne Koordinaten mit einem roten bzw. orangen Marker dargestellt und können in der Karte gesetzt werden. Kulturdenkmale ohne Bild sind mit einem blauen bzw. roten Marker gekennzeichnet, Kulturdenkmale mit Bild mit einem grünen bzw. orangen Marker.
| Bild                            | Bezeichnung                   | Lage | Beschreibung | Bauzeit                                                                                  | Objekt-Nr. |
| ------------------------------- | ----------------------------- | --- | --- | ---------------------------------------------------------------------------------------- | ---------- |
| Bahnhof Schauenburg-Breitenbach | Sachgesamtheit Eisenbahn      | Eisenbahn, Pferdehute, Niedensteiner Straße (K 25), Lange Straße, Langenbergstraße, Hainbuchenstraße, Auf dem Sande, An der Hainbuche, Am Sandschen Wege LageFlur: 7, 14, 15, Flurstück: 107/39, 108/46, 61/2, 69, 100/1, 47/2, 49/3, 53/4, 55, 68/48, 7/15, 95/5, 96/6, 98/13, 99/20, 130/77, 14/4, 194/52, 21/4, 68/1, 75/2, 77/1 | Eisenbahnstrecken: Kassel/Wilhelmshöhe-Naumburg-Elgershausen (29. Oktober 1903 Streckenöffnung) und Naumburg-Elgershausen-Naumburg (31. März 1904 Streckenöffnung). Die Entwürfe für zehn standardisierte Stationsbauten lieferte der Frankfurter Architekt Carl Weber. | 1. April 1902 (Baubeginn Bahnstrecken)                                                   | 954975 DDB |
| Bild gesucht BW                 | Altenteiler                   | Emserhofer Straße 7 LageFlur: 8, Flurstück: 33 | Schmales zweigeschossiges Gebäude im Hofraum der Emserhofer Straße 9. | Ende 18. Jahrhundert                                                                     | 88304 DDB  |
| Bild gesucht BW                 | Hofanlage                     | Emserhofer Straße 10 LageFlur: 9, Flurstück: 30 | Winklige Hofanlage. | Vor 1750 (Einhaus)                                                                       | 88305 DDB  |
| Bild gesucht BW                 | Einhaus                       | Emserhofer Straße 14 LageFlur: 9, Flurstück: 33 | Traufständig gelegenes Einhaus. | Beginn 19. Jahrhundert                                                                   | 88301 DDB  |
| Bild gesucht BW                 | Wirtschaftsgebäude            | Emserhofer Straße 18 LageFlur: 9, Flurstück: 136/35 | | Um 1750 (Scheunentrakt), Erweiterung um 1850.                                            | 88189 DDB  |
| Bild gesucht BW                 | Streckhof mit Scheune         | Friedrichstraße 7, Hufeisenstraße LageFlur: 8, Flurstück: 35/4, 35/5 | | Nach 1750 (Scheune), 1807 (Inschrift Wirtschaftsgebäude), Stallbereich um 1900 erneuert. | 88190 DDB  |
| Bild gesucht BW                 | Backsteinwohnhaus             | Hainbuchenstraße 13 LageFlur: 14, Flurstück: 122/16 | Zweigeschossige Backsteinwohnhaus | 1909                                                                                     | 88199 DDB  |
| Bild gesucht BW                 | Hofanlage                     | Hauptstraße 21 LageFlur: 9, Flurstück: 3/4 | Winklige Hofanlage. | Ende 17. Jahrhundert                                                                     | 88191 DDB  |
| weitere Bilder                  | Evangelische Kirche           | Hauptstraße 23 LageFlur: 9, Flurstück: 72/2, 8 | Dorfkirche mit einem flach gedecktem Langhaus und einem quadratischen Turm im Osten. | 16. Jahrhundert                                                                          | 88192 DDB  |
| Bild gesucht BW                 | Fachwerkwohnhaus              | Hauptstraße 26 LageFlur: 11, Flurstück: 26/3 | | Um 1850                                                                                  | 88193 DDB  |
| Bild gesucht BW                 | Einhaus                       | Hauptstraße 28 LageFlur: 11, Flurstück: 25/2 | | Um 1850                                                                                  | 88194 DDB  |
| Bild gesucht BW                 | Einhaus                       | Hauptstraße 33 LageFlur: 10, Flurstück: 8/2 | | Vor 1850                                                                                 | 88195 DDB  |
| Bild gesucht BW                 | Fachwerkwohnhaus              | Hauptstraße 34 LageFlur: 11, Flurstück: 18/2 | Zweigeschossiges Fachwerkwohnhaus. | Um 1750                                                                                  | 88201 DDB  |
| Bild gesucht BW                 | Einhaus                       | Hauptstraße 46 LageFlur: 11, Flurstück: 12/3 | Zweigeschossiges Gebäude mit jeweils einem Zwerchhaus auf den Traufseiten. | Um 1750                                                                                  | 88195 DDB  |
| Bild gesucht BW                 | Ehemaliges Einhaus            | Hufeisenstraße 15 LageFlur: 8, Flurstück: 34 | | Um 1750                                                                                  | 88201 DDB  |
| Bild gesucht BW                 | Ehemaliger Jüdischer Friedhof | Judengruft LageFlur: 6, Flurstück: 187 | Zwischen Hoof und Breitenbach liegt der ehemalige Friedhof der jüdischen Gemeinden beider Orte. | Vor 1596 (belegt anhand Kirchenrechnung)                                                 | 88201 DDB  |